# Pokol na univerzi Virginia Tech
Koordinati:   37°13′47″N, 80°25′24″W
Pokol na univerzi Virginia Tech se je zgodil 16. aprila 2007 na Državni univerzi Virginije v Blacksburgu, Virginija v ZDA.
Napad se je začel ob 7.15 uri po krajevnem času, ko je še Cho Seung-hui, korejski študent na začasnem bivanju v ZDA, v študentskem domu ustrelil moškega in žensko. Dve uri kasneje je napadalec pokol nadaljeval v predavalnicah, študente je zaklenil in jih 30 ustrelil, nato pa sodil še sam sebi. Poročajo še o dveh možnih napadalcih, enega so že prijeli.
Vladne službe, univerza in večina medijev so potrdili 33 mrtvih, vključno z napadalcem, kar je do zdaj civilni strelski incident z največ smrtnimi žrtvami v zgodovini ZDA.  Še 29 oseb je bilo ranjenih. 

## Storilec
Pokol je izvedel 23 letni južnokorejski študent Seung-Hui Čo,, ki je v Virginiji živel kot stalni prebivalec. Kot dodiplomski študent na univerzi Virginia Tech je živel v študentskem domu Harper Hall zahodno od West Ambler Johnston Hall. Predstavnik univerze ga je opisal kot samotarja. Več bivših Čojevih profesorjev je izjavilo, da so bili njegovi spisi moteči in da so ga spodbujali, da si poišče pomoč. Univerza ga je preiskovala tudi zaradi zalezovanja in nadlegovanja študentk. Leta 2005 je posebno sodišče Virginije Čoja razglasilo za duševno bolnega in mu ukazalo ambulantno zdravljenje. Čojevi starši so poskušali njegovo vedenje razložiti kot avtizem. Vendar pa je vprašljivo, ali je vzrok Čojevih težav resnično avtizem (»o taki diagnozi ni nobenih zapisov«).V srednješolskih in študentskih letih, ko so ga zasmehovali zaradi govornih težav, je bila opazna Čojeva čustvena splitvenost. »Sorodniki so menili, da je morda nem. Ali duševno bolan,« je poročal časopis New York Times. Čojeva osnovna duševna težava ostaja stvar špekulacij.
V začetku so poročali, da je do pokola prišlo zaradi spora med Čojem in njegovim domnevnim dekletom Emily Hilscher, katere prijatelji pa so izjavili, da s storilcem ni imela razmerja. Pozneje je policija v Čojevi študentski sobi našla sporočilo ob  samomoru, ki je vsebovalo komentarje o »bogataških otrocih«, »razuzdanosti« in »goljufivih šarlatanih« na univerzi. 18. aprila 2007 je televizija NBC News prejela paket, ki ji ga je Čo poslal med prvo in drugo epizodo streljanja. Vseboval je manifest iz 1800 besed, fotografije in 27 digitalno posnetih videov, v katerih se je Čo primerjal z Jezusom Kristusom in izrazil svoje sovraštvo do bogatašev.

## Razprave o nošenju orožja
Pokol je, tako kot že drugi pokoli prej, spet odprl debato o nošnji in dostopnosti orožja v ZDA. Medtem ko nasprotniki opozarjajo  na grozljive posledice, pa zagovorniki  nošenja orožja in orožarski lobiji trdijo, da bi se žrtve lahko ubranile, če bi imele osebno oborožitev.